# Karl Menzen
Karl Menzen (Heppingen, 11 april 1950 – Großziethen, 19 november 2020) was een Duitse beeldhouwer.

## Leven en werk
Menzen volgde de wetenschappelijke opleiding materiaalkunde aan de Technische Universiteit Berlijn en sloot die studie als ingenieur af. Hij was assistent van de beeldhouwer Volkmar Haase en kreeg zo zijn beeldhouwopleiding. Vanaf 1985 vestigde hij zich als vrij kunstenaar en deelde tot 1987 met anderen een atelier.
Sinds 1987 exposeerde hij onder andere in Berlijn, Frankfurt am Main, Dresden, Potsdam, Zwickau, Chemnitz, Amstelveen, Milaan en San Sepolcro. In 1988 verkocht hij zijn eerste grote werken na tentoonstellingen met onder anderen de beeldhouwers Volkmar Haasse en het kunstenaarsechtpaar Matschinsky-Denninghoff. Het werk van Menzen is abstract en werd gaandeweg minimalistischer.
Karl Menzen woonde en werkte in Großziethen, nabij Berlijn. Hij stierf in 2020 op 70-jarige leeftijd onverwacht in zijn atelier.

## Werken in de openbare ruimte (selectie)
- 1987 Bewegung-Absprung, Galerie am Klostersee in Kloster Lehnin
- 1988 Stauchung-Harmonisch, Alter Park in Berlijn-Tempelhof
- 1988 Doppelherme, Manfred-von-Richthofen-Straße in Berlijn-Tempelhof
- 1988 Kopf-Schritt in Salzgitter-Thiede
- 1988 Abschied-Expansion, Einemstraße in Berlijn-Schöneberg
- 1989/90 Turmspitze mit Flügeln (een daksculptuur), Kaiserdamm in Berlijn-Charlottenburg
- 1993 Versus, Kurfürstendamm in Berlijn-Wilmersdorf
- 1993/95 Spaltung-Fügung-Überwindung, collectie Schloss Gottorf in Schleswig
- 1998/99 ...von allen Seiten schön... (daksculptuur), Kurfürstendamm in Berlijn-Charlottenburg
- 1999 Gegen den Strom... (fontein/sculptuur), Radebeul
- 2000/01 Mäander (fontein/sculptuur), Radebeul
- 2002 Gegen-Satz, Findlingsgarten Seddiner See, Kähnsdorf
- 2006 Ruhend-fließend
- 2008 Tanz Solo, Skulpturenallee Bad Homburg vor der Höhe
- 2009/10 Fünf Kuben, beeldenroute Kunstwanderweg Hoher Fläming in de deelstaat Brandenburg

## Fotogalerij

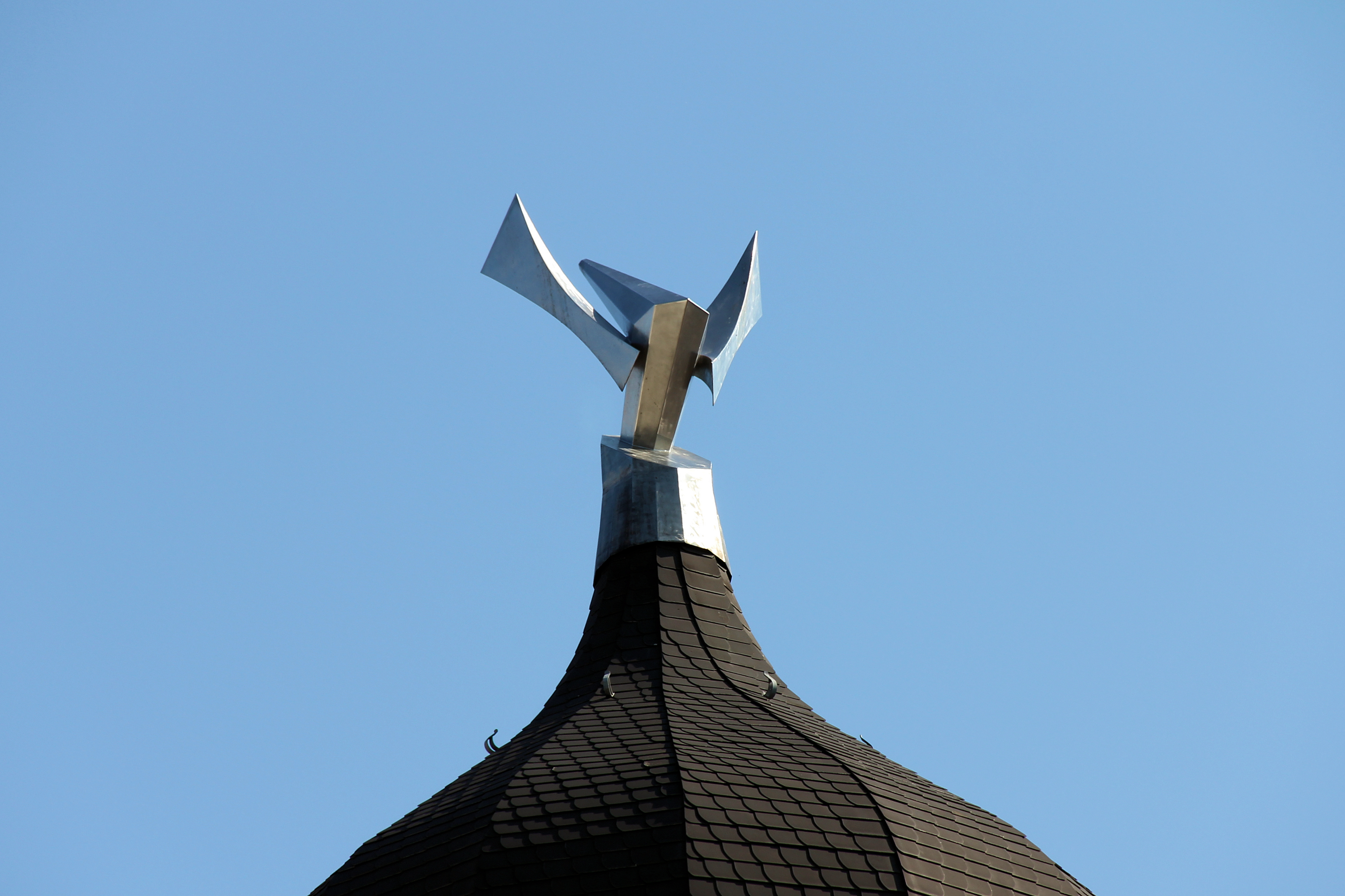
Turmspitze (1989), in Berlijn
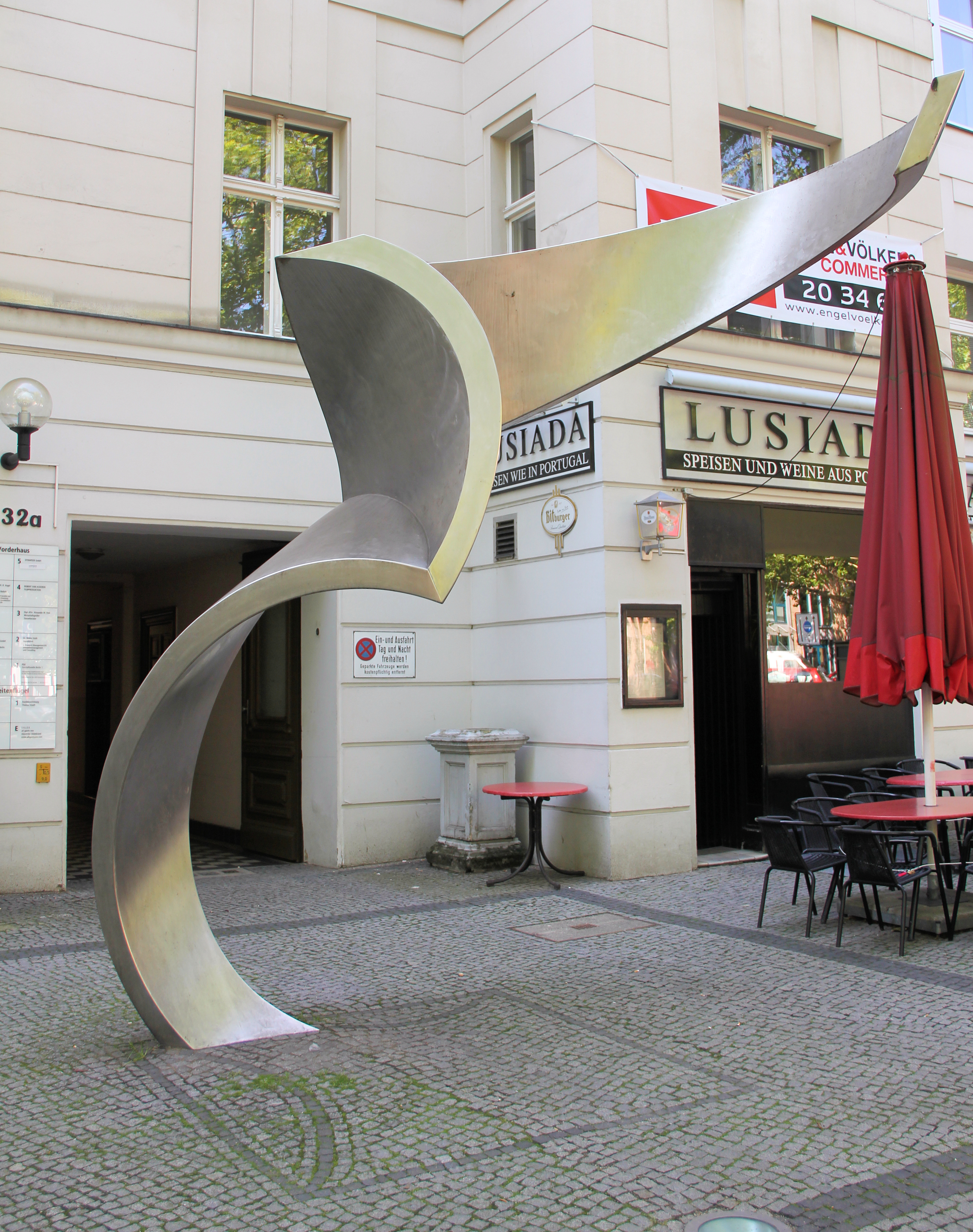
Versus (1993), Berlijn
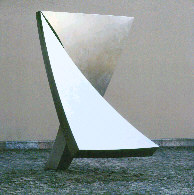
Spaltung–Fügung–Überwindung (1993/95), Schleswig
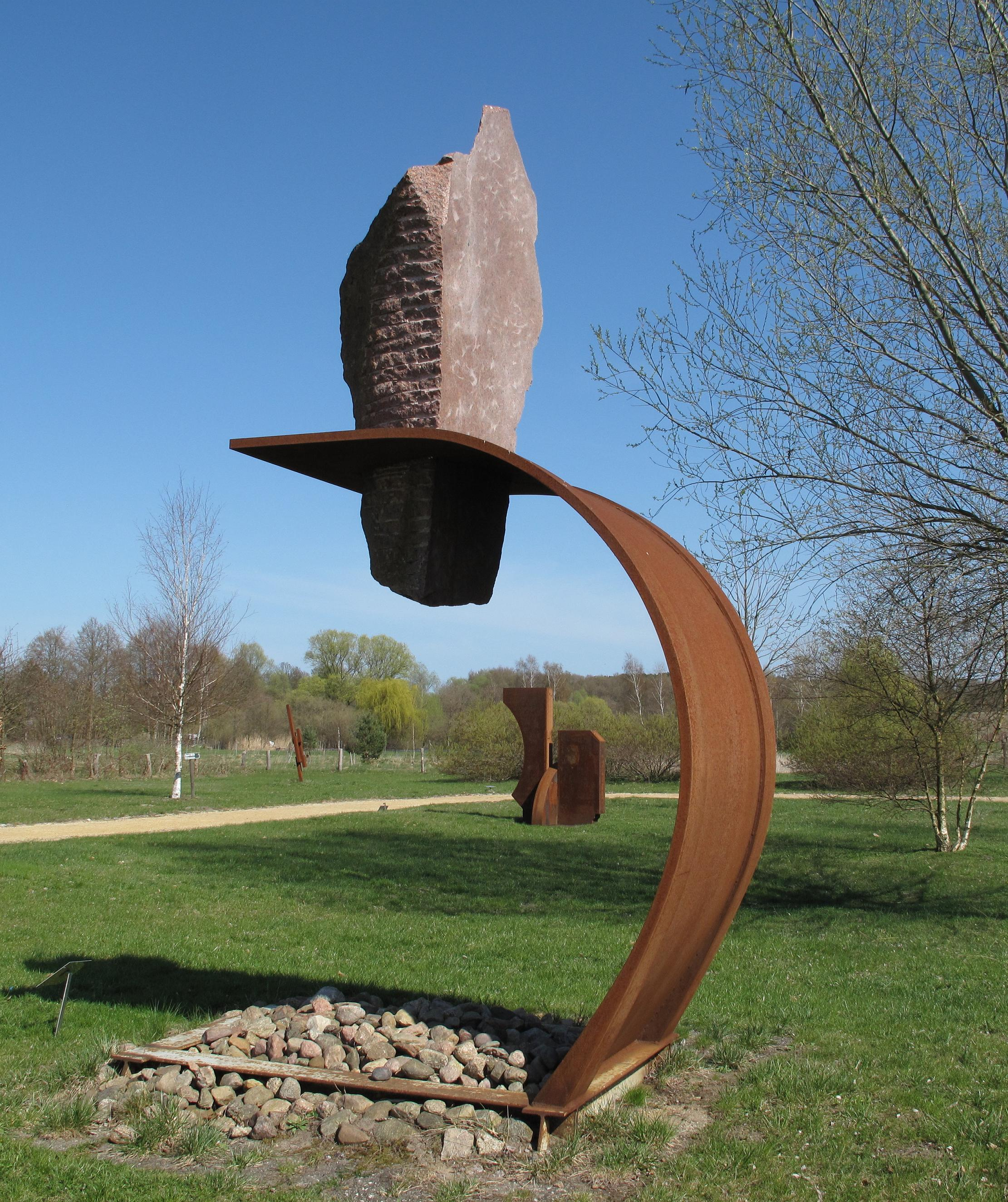
Gegen-Satz (2002), Kähnsdorf
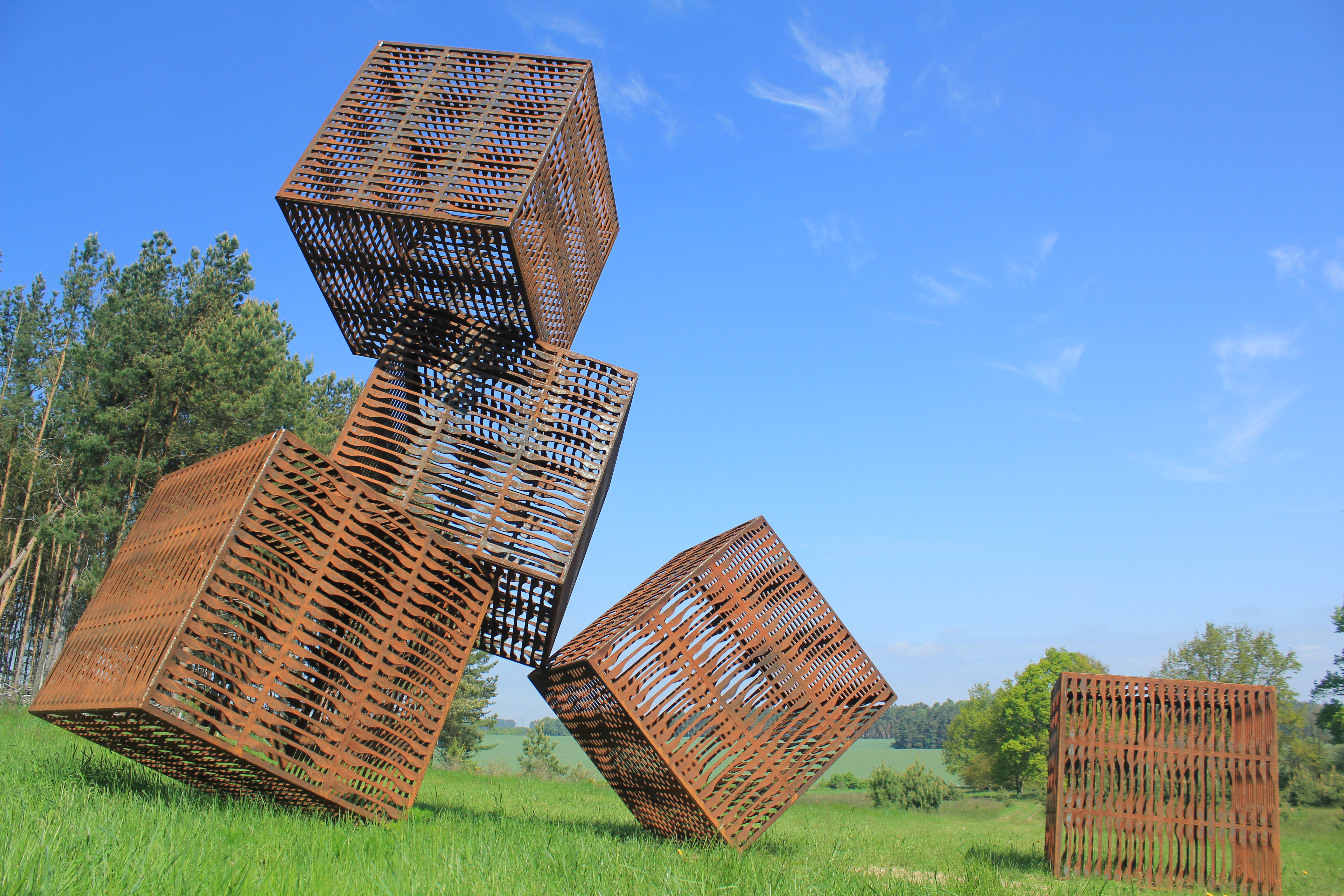
Fünf Kuben (2009/10), Kunstwanderweg Hoher Fläming
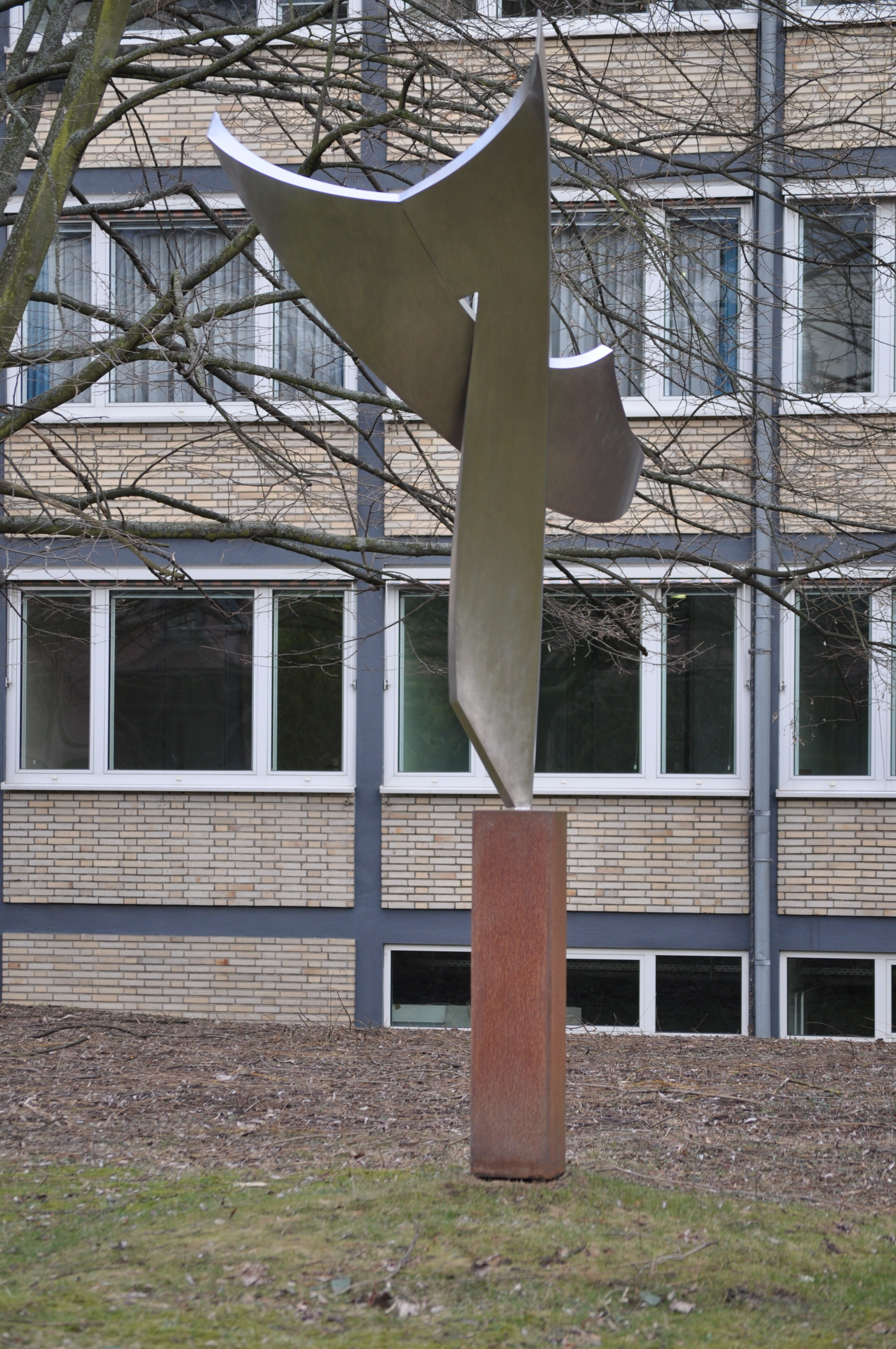
Tanz Solo, Bad Homburg